# Philipotabanus porteri
Philipotabanus porteri är en tvåvingeart som beskrevs av David Fairchild 1975. Philipotabanus porteri ingår i släktet Philipotabanus och familjen bromsar. Inga underarter finns listade i Catalogue of Life.